# Acanthogonatus brunneus
Acanthogonatus brunneus is een spinnensoort in de taxonomische indeling van de bruine klapdeurspinnen (Nemesiidae).
Acanthogonatus brunneus werd in 1849 beschreven door Nicolet.